# Teatro della Pergola
Le Teatro della Pergola est un opéra du XVIIe siècle situé à Florence dans la rue dont il a pris le nom. C'est l'un des plus anciens et des plus riches d'histoire de toute l'Italie.

## Historique
Il existait dans les années 1500 une tonnelle de vigne (pergolato en italien) près de l’Ospedale di Santa Maria Nuova et de l’Oratorio di San Tommaso d'Aquino qui donna son nom à la rue puis au théâtre. Le théâtre fut érigé avec une structure en bois en 1656 par Ferdinando Tacca (fils du sculpteur Pietro Tacca) à l'initiative de l'académie des Bâtiments, présidée par le Cardinal Jean Charles de Médicis, et fut inauguré durant le carnaval de l'année 1657 avec l'opéra-bouffe, Il podestà di Colognole de Giovanni Andrea Moneglia. La construction définitive, en pierre, ne fut réalisée que vers 1750 par Giulio Mannoni.

## La salle
Ce fut le premier théâtre avec des étages de loges superposés, alors que jusque-là (comme au Teatro Olimpico de Vicence), on suivait la tradition romaine des gradins en pente semi-circulaires. On y expérimenta aussi pour la première fois la forme ovale, d'un meilleur rendement acoustique.
Théâtre de cour à l'usage des grands-ducs à l'origine, il fut modernisé d'après le projet de Filippo Segher à la fin du XVIIe siècle et ouvert au public en 1718. Son aspect actuel date de la dernière modernisation réalisée au XIXe siècle (1857), avec le majestueux salon de la billetterie aux colonnes de granit de style néo-classique, œuvre de Gaetano Baccani.
Il possède deux salles, la Sala Grande, de 1500 places et le Saloncino, une salle de ball située en haut de l'escalier et utilisée en salle de concert de 400 places depuis 1804.
La grande salle a la forme traditionnelle en fer à cheval avec trois étages de loges surmontés d'un loggione, soutenus par des colonnes et, au centre, la grande loge grand-ducale. Nombreuses sont les dorures, les stucs et les sculptures qui avec les velours vieux rose donnent à l'ensemble une grande élégance.
Le parterre bénéficie d'un système permettant de l'élever au niveau de la scène pour créer une grande salle de bal. À l'arrière, dans une ruelle du XVIIIe siècle subsiste l'ancienne entrée de service des acteurs et des musiciens de scène.
Il a été déclaré monument national en 1925 et a bénéficié de deux restaurations supplémentaires.

## Le répertoire
Dans ce théâtre est né le mélodrame qui est à l'origine de l'opéra. Au XVIIIe siècle, c'était l'un des meilleurs théâtres italiens et le grand-duc Pierre Léopold le fréquentait assidûment. Il vit la création de plusieurs opéras de Vivaldi. Les opéras de Mozart y ont été présentés pour la première fois en Italie. Nombreuses furent les créations importantes des musiques de Luigi Cherubini ou de Christoph Willibald Gluck au XVIIIe siècle, ou de Parisina, de Rosmunda d'Inghilterra de Donizetti, des Rantzau de Mascagni, du Macbeth di Giuseppe Verdi, de L'anima del filosofo, ossia Orfeo ed Euridice de Joseph Haydn et des opéras de Bellini au XIXe siècle.
Aujourd'hui, le teatro della Pergola présente un répertoire de près de 250 pièces de théâtre chaque année, de Molière à Neil Simon. L'opéra n'est représenté que durant le festival annuel du Maggio Musicale Fiorentino.
Il est actuellement géré, comme les Teatro Quirino, Teatro Valle et Teatro Tor Bella Monaca à Rome, et le théâtre Teatro Duse à Bologne par l' Ente Teatrale Italiano (office des théâtres italiens).

## Anecdote
En 1834, Antonio Meucci installe dans le théâtre le premier téléphone de l'histoire, pour communiquer entre les différents services de l'établissement.

## Sources et références
- (it) Cet article est partiellement ou en totalité issu de l’article de Wikipédia en italien intitulé « Teatro della Pergola » (voir la liste des auteurs).

- (en) Cet article est partiellement ou en totalité issu de l’article de Wikipédia en anglais intitulé « Teatro della Pergola » (voir la liste des auteurs).